# Bulgarische Handels-Dampfschiff-Gesellschaft
Die Bulgarische Handels-Dampfschiff-Gesellschaft (bulgarisch Българско търговско параходно дружество Balgarsko Targowsko Parachodno Druschestwo) war eine bulgarische Reederei mit Sitz in Warna, die von 1892 bis 1948 bestand und dann verstaatlicht wurde.

## Geschichte

### Gründung
Am Ende des 19. Jahrhunderts war Bulgarien ein landwirtschaftlich geprägtes Land, dessen Importe und Exporte fast ausschließlich von ausländischen Firmen abgewickelt wurden. Das führte bei Exporten zu geringen Erlösen, bei Importwaren zu hohen Preisen. Um die bulgarischen Exporte näher an den Erzeugerpreisen – und damit günstiger – zu verkaufen, gab es Ende des 19. Jahrhunderts mehrfach Versuche bulgarischer Geschäftsleute, auch im Seehandel tätig zu werden.
Die Vorbereitungen zur Gründung der Reederei Bulgarische Handels-Dampfschiff-Gesellschaft reichten zurück in das Jahr 1887, als auf Anregung von Georgi Schiwkow – Vorsitzender der Nationalversammlung, Regent von Bulgarien nach der Abdankung von Prinz Alexander I. und Minister für nationale Aufklärung – der Händler Veliko Hristov aus Warna diese Aufgabe übernahm. Zusammen mit den ebenfalls aus Warna stammenden Unternehmern Yanko Slavchev, Petar Enchev, Ivan Manzov, Stat Panitsa und Petar Popov setzte er an im Dezember 1889 eine Kommission ein, um den Entwurf einer Satzung der künftigen Reederei zu entwerfen. Bereits am 21. Januar 1890 legte die Kommission den Entwurf dem Finanzministerium zur Genehmigung vor.
Das Jahr 1892 gilt als das Geburtsjahr der bulgarischen Handelsschifffahrt: Am 25. Juli fand die konstituierende Sitzung der Reederei statt. Noch im gleichen Jahr folgten die Genehmigung des Ministerrats und das Parlament verabschiedete das „Gesetz zur Gründung einer bulgarischen Handelsschifffahrtsgesellschaft am Schwarzen Meer“. Ziel des Unternehmens war neben der allgemein formulierten Förderung des bulgarischen Handels ausdrücklich die Senkung der Transportkosten für den Export von bulgarischem Getreide in den östlichen Mittelmeerraum. Das Unternehmen wurde mit einer Million Lei ausgestattet, aufgeteilt in 5.000 Aktien zu 200 Lewa. Der Staat hielt 25 Prozent des Kapitals, bot eine jährliche Rendite von 9 Prozent und erhielt im Gegenzug Privilegien beim Transport von Postsendungen, Beamten und Militärpersonal. Die Reederei ist damit als halbstaatliches Unternehmen zu betrachten. Sitz des Unternehmens wurde Warna.

### Entwicklung der Reederei und Routen
Schwerpunkt der Tätigkeit war primär der Frachtverkehr, ergänzend auch der Passagierverkehr zunächst zwischen bulgarischen Häfen und dem westlichen Schwarzen Meer sowie dem östlichen Mittelmeer. Die Reederei beauftragte bei der Werft Swan Hunter & Wigham Richardson in Newcastle upon Tyne die beiden Neubauten Bulgaria und Boris, die 1894 ihren Dienst aufnahmen. In den Jahren bis zum Ersten Weltkrieg folgten die Dampfer Varna, Sofia, Kyril und Tzar Ferdinand. In wenigen Monaten sanken die Transportpreise für bulgarische Exportwaren. Auf den Schiffen wurden zunächst vornehmlich Dalmatiner und Griechen beschäftigt, bis 1907 konnten sie durch bulgarische Offiziere ersetzt werden.
Während des Ersten Weltkrieges wurden die Schiffe der Reederei mobilisiert: Neben dem Transport von militärischem Material wurden sie als Minenleger sowie als Tender für U-Boote und Wasserflugzeuge eingesetzt. Nach dem Waffenstillstand von Thessaloniki von 1918 wurden sie requiriert und führten zwei Jahre lang die französische Flagge.
In der Zwischenkriegszeit verbesserte die Reederei ihre Rentabilität, was Investitionen in neue Schiffe ermöglichte. 1928 erwarb sie mit der Bourgas das erste Schiff der Reederei mit einer Telegrafenausrüstung und die Evdokiya. 1933 bis 1935 folgten die Dampfer Balkan, Knyaginya Maria Louisa und Rodina – dem größten Schiff der Reederei. Als letzte Erwerbungen vor dem Zweiten Weltkrieg kaufte sie 1937 die zweite Varna, das als einziges Schiff im Schwarzen Meer zu dieser Zeit mit einer Kühlanlage ausgestattet war, und 1938 noch die Schipka.
Am Vorabend des Zweiten Weltkrieges verfügte die Reederei über neun Schiffe mit rund 30.000 BRT, die Routen im Schwarzen Meer und ins Mittelmeer bedienten. Agenten der Reederei waren in den Häfen von Istanbul, Marseille, Ägypten, Palästina, Syrien, Zypern und Malta vertreten. Die beiden Schiffe Knyaginya Maria Louisa und Balkan befuhren seit etwa 1934 die neue Route zwischen Warna und Rotterdam. Parallel zur Ausweitung der Routen entwickelte sich auch das Fracht- und Passagieraufkommen: Hatte die Reederei 1931 bereits 65.755 Tonnen Fracht und 26.321 Passagiere befördert, lag diese Zahl 1938 bei 215.717 Tonnen Fracht und 37.670 Passagieren. Damit lag der Anteil der Reederei am bulgarischen Export bei 21 Prozent und beim Import bei 19,5 Prozent.
Im Zweiten Weltkrieg wurden alle Schiffe der Reederei an die Deutschen verchartert oder verkauft – alle wurden zwischen 1941 und 1944 versenkt. Zwei, ggf. auch drei dieser Schiffe wurden nach dem Krieg gehoben, repariert und wieder in Fahrt gesetzt. Das letzte wurde erst 1986 abgewrackt.

### Schiffe der Reederei
| Name                                                             | Tonnage            | Baujahr | im Dienst der Reederei | Anmerkungen, Verbleib |
| ---------------------------------------------------------------- | ------------------ | ------- | ---------------------- | --- |
| Bulgaria                                                         | 1108 BRT           | 1894    | 1894–1941              | Fracht- und Passagierverkehr; 1941 von der Kriegsmarine gekauft und zum Minenschiff umgebaut; am 8. Oktober 1943 von britischen U-Boot Unruly versenkt.                                                              |
| Boris                                                            | 869 BRT, 542 NRT   | 1894    | 1894–1920              | Frachtverkehr; am 9. November 1920 nach Kollision mit dem rumänischen Monitor Ion C. Bratianu nahe Sewastopol gesunken.                                                                                              |
| Ellie                                                            | 300 tdw            | ?       | 1900–1900              | 1900 zweimal für zwei Monate vom griechischen Reeder Cosmetics für die Linie nach Konstantinopel gechartert. Dadurch konnten Boris und Bulgaria für Fahrten nach Smyrna, Volos, Piräus und Patras eingesetzt werden. |
| Varna (ex Numidie)                                               | 1820 BRT, 1164 NRT | 1902    | 1902–1929              | Frachtverkehr; am 25. Dezember 1929 nach Kollision mit dem griechischen Frachter Chryssi im Marmarameer gesunken. |
| Sofia (ex Devonia, Panormos, später Ercumentnur, Agios Nicolaos) | 255 BRT, 138 NRT   | 1882    | 1904–1930/32           | Fracht- und Passagierverkehr entlang der bulgarischen Schwarzmeerküste, 1930/32 verkauft, ab 1954 fehlt Registereintrag.                                                                                             |
| Kyril (ex Devonia, später Eleni, Evangelos Georgiou, Fragiscos)  | 441 BRT, 211 NRT   | 1903    | 1906–1934              | Passagierverkehr; 1934 nach Griechenland verkauft; am 27. April 1941 von der deutschen Luftwaffe versenkt. |
| Tzar Ferdinand                                                   | 1994 BRT, 1209 NRT | 1913    | 1913–1941              | Fracht- und Passagierverkehr; 1941 in deutscher Charter; am 2. Oktober 1944 vom französischen U-Boot Curie in der Ägäis versenkt.                                                                                    |
| Bourgas (ex Carniola)                                            | 2941 BRT, 2283 NRT | 1900    | 1928–1941              | Fracht- und Passagierverkehr, 1941 in deutscher Charter; am 30. Oktober 1944 in Saloniki selbst versenkt, 1945 gehoben, angeblich repariert; Verbleib ungeklärt.                                                     |
| Evdokiya (Knyaginya Evdokiya)                                    | 706 BRT, 266 NRT   | 1928    | 1928–1942              | Frachtverkehr, 1942 von den Deutschen als Wohnschiff übernommen; am 30. März 1943 in Sewastopol nach Bombentreffer gesunken, gehoben, wieder in Dienst, 1944 zurück, 1986 abgewrackt.                                |
| Knyaginya Maria Louisa (ex Felix Fraissinet)                     | 3821 BRT, 2287 NRT | 1919    | 1933–1941              | Frachtverkehr, 1941 in deutscher Charter; am 30. Mai 1941 nach Brand und Explosion der Munitionsladung in Piräus gesunken.                                                                                           |
| Balkan (ex Louis Fraissinet)                                     | 3823 BRT, 2296 NRT | 1914    | 1934–1943              | Frachtverkehr, 1941 in deutscher Charter; am 23. Dezember 1943 vom britischen U-Boot Sportsman in der Ägäis versenkt.                                                                                                |
| Rodina (ex Eisenach)                                             | 4159 BRT           | 1922    | 1935–1941              | Frachtverkehr; am 19. September 1941 auf Minensperre im Schwarzen Meer gesunken. |
| Varna                                                            | 2141 BRT, 1083 NRT | 1937    | 1937–1943              | Frachtverkehr, 1941 zeitweise in deutscher Charter; am 20. August 1943 im Schwarzen Meer vom sowjetischen U-Boot D-4 versenkt.                                                                                       |
| Schipka                                                          | 2304 BRT, 1244 NRT | 1938    | 1938–1941              | Frachtverkehr, 1941 in deutscher Charter; am 15. September 1941 auf Minensperre im Schwarzen Meer gesunken. |
| Rodina (II)                                                      | 2950 BRT, 1455 NRT | 1944    | 1946–1976              | Frachtschiff vom deutschen Typ Hansa-B; 1946 in Dänemark gekauft als erste Neuanschaffung nach dem Zweiten Weltkrieg; 1976 außer Dienst und verschrottet.                                                            |

### Schicksal
Nach dem Zweiten Weltkrieg kaufte die Reederei ihr erstes neues Schiff 1946: Am 25. September des Jahres wurde in Kopenhagen die bulgarische Flagge an Bord der neuen Rodina gehisst. Ein halbes Jahr später, am 13. März 1947 verabschiedete die bulgarische Nationalversammlung das Gesetz zur Verstaatlichung der Reederei, im Juni wurde sie mit der 1941 gegründeten „Navigation Maritime Bulgare“ verschmolzen. Am 11. November 1948 wurde das „Gesetz über die Verstaatlichung von privaten und kooperativen Frachtschiffen über 40 BRT“ veröffentlicht, die Überreste des Unternehmens als „Nawibulgar“ verstaatlicht. Diese Reederei besteht bis heute und sieht sich in der Nachfolge der Bulgarische Handels-Dampfschiff-Gesellschaft.